# Zahurșciîna, Jîdaciv
Zahurșciîna (în ucraineană Загурщина) este un sat în comuna Berejnîțea din raionul Jîdaciv, regiunea Liov, Ucraina.

## Demografie
Componența lingvistică a localității Zahurșciîna
     Ucraineană (98,97%)
Conform recensământului din 2001, majoritatea populației localității Zahurșciîna era vorbitoare de ucraineană (98,97%), existând în minoritate și vorbitori de alte limbi.